# Congettura di Polignac
Nella teoria dei numeri la congettura di Polignac afferma che per ogni numero intero positivo k esistono infiniti numeri primi che differiscono di 2k dal numero primo precedente. Essa fu enunciata per la prima volta da Alphonse de Polignac nel 1849.
La congettura non è stata dimostrata né confutata per alcun valore di k.
Tale congettura è una generalizzazione della congettura dei numeri primi gemelli, in quanto prendendo k=1 si ottiene proprio quella congettura. Se k=2, i primi in questione si dicono primi cugini. Se k=3,  sono detti numeri primi sexy.